# Jean Danglars-Bassignac
Pour les articles homonymes, voir Danglars et Bassignac (homonymie).
Jean Danglars-Bassignac, né le 5 avril 1756 à Eyvignes (Dordogne), mort le 5 octobre 1836 à Eyvignes (Dordogne), est un général français de la Révolution et de l’Empire.

## États de service
Le 5 février 1792, il est nommé lieutenant-colonel au 8e régiment de cavalerie, et le 27 mai 1792, il est chef de brigade au 13e régiment de cavalerie à l’armée de la Moselle.
Le 26 janvier 1793, il est nommé colonel du 2e régiment de carabiniers. Le 19 novembre 1793, il est blessé à Blieskastel, ainsi que le 13 novembre 1795 à la bataille de Frankenthal. Le 25 mars 1799, affecté à l’armée du Rhin, il est de nouveau blessé lors de la bataille de Liptingen. Il est promu général de brigade le 30 juillet 1799, et il est mis en congé de réforme, le 2 mai 1800.
Du 4 mai 1807 au 20 juillet 1807, il est major général de la 5e légion de gardes nationales de réserve. Il est mis en retraite le 11 janvier 1808.
Il meurt au château de Claud à Eyvignes le 5 octobre 1836.

## Sources
- (en) « Generals Who Served in the French Army during the Period 1789 - 1814: Eberle to Exelmans »
- Thierry Pouliquen, « Les généraux français et étrangers ayant servis [sic] dans la Grande Armée » (consulté le 9 août 2013)
- Baptiste-Pierre Julien de Courcelles, Dictionnaire historique et biographique des généraux français depuis le onzième siècle jusqu'en 1820, l’Auteur, janvier 1820, 494 p. (lire en ligne), p. 119.
- Docteur Robinet, Jean-François Eugène et J. Le Chapelain, Dictionnaire historique et biographique de la révolution et de l'empire, 1789-1815, volume 1, Librairie Historique de la révolution et de l’empire, 900 p. (lire en ligne), p. 531.